# Білі блукачі
Білий блукач (також Інші) — гуманоїдна істота нежиті з телесеріалу HBO Гра престолів і серії новел Джорджа Р. Р. Мартіна Пісня льоду й полум'я. Білі блукачі є надприродною загрозою для людства, які мешкають на північ від Стіни у Вестеросі . The Verge назвав їх серед «найбільш візуально знакових істот на шоу».

## Опис
Мартін розповідає про Білих блукачів у пролозі «Гра престолів» (1996), описуючи їх як «Високі … і витончені і тверді, як старі кістки, із блідим м'ясом, як молоко» очима «глибшими і сильнішими, ніж будь-які людські очі, сині, що палають як лід». У супроводі інтенсивного холоду вони носять броню, яка «здавалося, змінювала колір, коли рухалася», і володіли тонкими кришталевими мечами, здатними зруйнувати сталь. Білі блукачі рухаються тихо, і вони говорять своєю мовою; Мартін пише, що їхні голоси «як тріскання льоду на зимовому озері». У «Бурі мечів» (2000) вони виявилися вразливими до зброї, виготовленої з драконячого скла (обсидіан).
 У «Танку драконів» (2011), Сем розкриває стародавні фрагменти записів, які свідчать про те, що Білі блукачі також уразливі до того, що називається «драконяча сталь», яку він і Джон Сноу називають ще одним терміном для валірійської сталі.
Істоти, вбиті Білими блукачами, скоро регенеруються як Нежить: неживі з блідою шкірою, чорними руками, і блакитними очима, подібнібними до Білих блукачів. Драконяче скло не впливає на них. Місця можуть бути фізично поранені, але навіть розчленовані частини здатні рухатися, тому вони повинні бути знищені вогнем. Люди, які живуть на півночі за Стіною, називаються «здичавілими» мешканцями Вестероса, вони спалюють мертвих, щоб вони не стали Білими блукачами.

## Літертура
- Landau, Neil (4 грудня 2013). Establish the Mythology. The TV Showrunner's Roadmap: 21 Navigational Tips for Screenwriters to Create and Sustain a Hit TV Series. CRC Press. с. 229. ISBN 978-1-134-62132-3. Архів оригіналу за 13 червня 2017. Процитовано 5 квітня 2019.